# Takakusu Junjirō
 (octobre 2020).
Si vous disposez d'ouvrages ou d'articles de référence ou si vous connaissez des sites web de qualité traitant du thème abordé ici, merci de compléter l'article en donnant les références utiles à sa vérifiabilité et en les liant à la section « Notes et références ».
Takakusu Junjirō est un nom japonais traditionnel ; le nom de famille (ou le nom d'école), Takakusu, précède donc le prénom (ou le nom d'artiste) Junjirō.
Takakusu Junjirō (高楠順次郎)  (né le 29 juin 1866 à Mihara et mort le 28 juin 1945 à Gotenba) qui a souvent publié sous la signature « J. Takakusu », était un scientifique japonais spécialiste du bouddhisme (bouddhologue), professeur émérite de l'Université impériale de Tokyo, membre l'Académie Impériale et un spécialiste reconnu du sanskrit. 
Takakusu était le compilateur principal du tripitaka en langue chinoise. Il était l'un des membres fondateurs de l'association espérantiste japonaise (eo) en 1906 et l'un des principaux rédacteurs de son organe Japana Esperantisto. Il fut aussi l'un des dirigeants de l'institut japonais d'espéranto à partir de 1919.